# Leptoctenus sonoraensis
Leptoctenus sonoraensis là một loài nhện trong họ Ctenidae.
Loài này thuộc chi Leptoctenus. Leptoctenus sonoraensis được miêu tả năm 1981 bởi Peck.